# باشگاه والیبال آلومینیوم المهدی
 باشگاه والیبال آلومینیوم المهدی یک باشگاه والیبال ایرانی است که سال ۱۳۸۷ در بندرعباس، هرمزگان تأسیس شد.

## تاریخچه
باشگاه آلومینیوم المهدی در ۱۸ مرداد ۱۳۸۷ به درخواست مدیران شرکت آلومینیوم تشکیل گردید.
آلمینیوم المهدی از لیگ کارگری آغاز نمود و قهرمان استان شد و برای حضور در لیگ دسته سوم آماده شد اما امتیاز لیگ دسته اول را از فدراسیون والیبال خریداری نمود و با درخشش والیبالیست‌های هرمزگانی که ۵۰٪ درصد تیم را تشکیل می‌دادند در پایان در بازی‌های پلی‌آف لیگ دسته اول به لیگ برتر والیبال صود کرد. آلمینیوم در حال حاضر در لیگ برتر والیبال ایران حضور دارد.

## بازیکنان سرشناس خارجی
- کنستانتین میتف
- الکساندر گوریاتکف
- لئوناردو گومز باتیستا
- پانکو پوپیک

## دست‌آوردها
- قهرمان (۱): لیگ استان
- ۱۲ام (۱): لیگ برتر والیبال ایران ۱۳۹۰

## سازنده البسه
| لیگ   | سازنده البسه | اسپانسر پیراهن       |
| ----- | ------------ | -------------------- |
| ۱۳۸۷- | اول اشپورت   | ALUMINIUM AL - MAHDI |